# Cases (la Torre de Claramunt)
Les Cases és una obra de la Torre de Claramunt (Anoia) inclosa a l'Inventari del Patrimoni Arquitectònic de Catalunya.

## Descripció
Es tracta de dues cases adossades, de dos i de tres pisos, amb portal adovellat. Un d'ells ha estat, en part, tapiat. L'angle d'una d'aquestes cases s'ha fet amb pedra de turó, molt utilitzat a la zona, la resta de la construcció s'ha fet en pedra arrebossada. El sostre és de teules.

## Història
Són interessants, sobretot per que semblen de les cases més antigues conservades a la Torre de Claramunt poble. A un dels dos portals,m el tapinat, es pot veure la data.